# Чайка (балет Щедрина)
Ча́йка — балет в двух актах Родиона Щедрина. Либретто Родиона Щедрина и Валерия Левенталя по мотивам одноимённой пьесы Антона Чехова.

## История создания
Для своего четвёртого балета (и первого на сюжет Чехова) композитор Родион Щедрин изобрёл совершенно новаторскую музыкальную форму — партитура «Чайки» включает в себе двадцать четыре прелюдии (основное содержание балета), три интерлюдии (напоминающие о скандале, связанном с петербургской премьерой чеховской пьесы 17 октября 1896 года) и постлюдию. На титульном листе Щедрин написал: «Майе Плисецкой, всегда».
Приобретя постановочный опыт в работе над «Анной Карениной», Плисецкая сама поставила новый балет и исполнила в нём заглавную партию. После премьеры известный театровед и театральный критик Наталья Крымова писала: "Роль Майи Плисецкой в этом спектакле на удивление разнообразно согласуется с мыслями пьесы, важными автору. Плисецкая-балетмейстер явно исповедует треплевское — «новые формы нужны», ломает традиционные балетные каноны, заменяет их сложной пластической пантомимой. Плисецкая-балерина в роли Нины Заречной выражает танцем только то, что «свободно льется из души». К танцу Плисецкой в «Чайке» можно с полным правом отнести слова о «жизни человеческого духа». На премьерном показе в Большом произошёл любопытный случай. Одна женщина в партере уснула. И снится ей сон, что у неё на даче взорвался газовый баллон. И она закричала на весь зал. Сотни зрителей устремили на неё свои взгляды, свесившись из лож. На сцене все замерли, но оркестр продолжал играть. А заорала она, когда шумовик  очень решительно имитировал выстрел в чайку.

## Музыкальные номера
Первый акт
- Прелюдии № 1-7
- Интерлюдия
- Прелюдии № 8-12
- Интерлюдия
- Прелюдия № 13

Второй акт
- Прелюдии № 14-17
- Интерлюдия
- Прелюдии № 18-24
- Постлюдия

## Сценическая жизнь

### Премьера в Большом театре
Премьера состоялась 27 мая 1980 года.
- Хореограф-постановщик — Герой Социалистического Труда, Народная артистка СССР, лауреат Ленинской премии Майя Плисецкая
- Художник-постановщик — Народный художник СССР, лауреат Государственной премии РФ, академик Валерий Левенталь
- Костюм для Майи Плисецкой — Пьер Карден,
- Дирижёр-постановщик — Народный артист РСФСР, лауреат Государственной премии РФ Александр Лазарев

Действующие лица
- Чайка, Нина Заречная — Майя Плисецкая, (затем Алла Михальченко)
- Треплев — Александр Богатырёв, (затем Виктор Барыкин)
- Тригорин — Михаил Габович, (затем Сергей Радченко, Борис Ефимов)
- Аркадина — Людмила Буцкова, (затем Людмила Романовская)
- Маша — Наталья Седых, (затем Ирина Шостак)
- Сорин — Борис Мягков
- Медведенко — Василий Смольцов
- Дорн — Андрей Петров
- Полина Андреевна — Ирина Нестерова
- Шамраев — Василий Ворохобко
- Яков — Михаил Минеев
- Повар — Николай Акчурин
- Горничная — Алла Александрова
- Эпизоды — Михаил Преснецов, Сергей Чувакин, Андрей Шахин, Михаил Шульгин

Спектакль прошёл 71 раз, последнее представление 4 января 1990 года.

### Постановки в других городах
Оригинальную постановку 1980 года Майя Плисецкая перенесла на сцены европейских театров:
- 1983 — Театр «Пергола» (Флоренция)
- 1985 — Гётеборгский театр

Действующие лица
- Чайка, Нина Заречная — Майя Плисецкая
- Треплев — Виктор Барыкин